# Adina Florea
Adina Florea (n. 1966, România) este procuror la Parchetul de pe lângă Curtea de Apel Constanța. Ea a fost propusă de ministrul justiției, Tudorel Toader, să  preia conducerea Direcției Naționale Anticorupție, în urma concursului organizat după înlocuirea Laurei Codruța Kovesi, numire refuzata de două ori de președintele Klaus Iohannis.
A făcut școala și liceul la Târgu Ocna, după care a urmat Facultatea de Drept din București. 
Mai mulți ani Adina Florea a condus Parchetul de pe lângă Tribunalul Constanța și a fost apoi procuror general adjunct al Parchetului de pe lângă Curtea de Apel Constanța.
Tatăl ei este membru PSD de la începutul anilor 1990 și consilier județean în Constanța din 1996, fiind la al șaselea mandat consecutiv. 